# 홍도동
홍도동(弘道洞)은 대전광역시 동구에 속한 동이다. 옛날에는 마을 대부분이 논과 밭이었으며, 일제시대부터 점차 사람이 이사와 인구가 증가하고 있었으며, 현 용전4가 부근에 공동묘지와 화장터가 있었으나 1974년도에 공동묘지와 화장터를 이전하고 택지개발과 아파트 건립 등을 통하여 새로운 주민이 이사하여 현재의 마을로 발전하게 되었다. 동의 중심부에 경부선, 서쪽으로 호남선이 관통하고, 홍도육교를 중심으로 경부선 철도변 정비사업 시행에 따른 낙후지역 발전을 기대되고 있다. 대학가 주변으로 유동 인구가 많고 주민 간 빈부격차가 커 행정욕구가 다양하다.

## 연혁
- 백제시대 우술군
- 신라시대 비풍군
- 고려시대 초기 회덕현
- 1018년 고려 현종 9년 공주부
- 1413년 조선 태종 13년 공주군 산내면
- 1895년 조선 고종 32년 회덕군 외남면 홍도동리, 신대리(새터)라고 불림
- 1914년 일제시대 세교리, 동산리, 무릉리 일부와 내남면 봉촌 일부를 병합하여 홍도리라 하여 대전군 외남면에 편입
- 1935년 11월 1일 대전군 대전읍이 대전부로 승격되면서, 대덕군 외남면에 편입
- 1940년 대전부 구역 확장에 따라 홍도정
- 1946년 일제식 동명변경에 의하여 홍도동
- 1989년 1월 1일 대전시가 직할시로 승격되면서 대전직할시 동구에 편입
- 1995년 구제 실시로 대전광역시 동구 홍도동[2]

## 교육
- 대전국제학교